# Prosoplus kambangensis
Prosoplus kambangensis är en skalbaggsart som beskrevs av Stefan von Breuning och De Jong 1941. Prosoplus kambangensis ingår i släktet Prosoplus och familjen långhorningar. Inga underarter finns listade i Catalogue of Life.